# Aralia regeliana
Aralia regeliana är en araliaväxtart som beskrevs av Élie Marchal. Aralia regeliana ingår i släktet Aralia och familjen Araliaceae. Inga underarter finns listade.